# Cantó de Montret
El cantó de Montret és un cantó francès del departament de Saona i Loira, situat al districte de Louhans. Té 9 municipis i el cap és Montret.

## Municipis
- La Frette
- Juif
- Montret
- Saint-André-en-Bresse
- Saint-Étienne-en-Bresse
- Saint-Vincent-en-Bresse
- Savigny-sur-Seille
- Simard
- Vérissey

## Història
| Data d'elecció                           | Identitat         | Partit                       | Qualitat |
| ---------------------------------------- | ----------------- | ---------------------------- | -------- |
| 1945-1946                                | Justin Dumont     |                              |          |
| 1946-1970                                | Félix Gaudillat   | radical                      |          |
| 1970-2008                                | Fernand Cavard    | RI, després UDF, després UMP |          |
| 2008-                                    | Arnaud Montebourg | PS                           |          |
| les dades anteriors no són pas conegudes |                   |                              |          |
|                                          |                   |                              |          |

## Demografia
| A partir de 1990: Població sense dobles comptes |